# Thierry Ascione
Thierry Ascione (Villeurbanne, 17 gennaio 1981) è un allenatore di tennis ed ex tennista francese.

## Biografia

### Carriera sportiva
Ottenne il suo best ranking in singolare il 9 febbraio 2004 con la 81ª posizione; mentre nel doppio divenne, il 3 maggio 2004, il 140º del ranking ATP.
In carriera in singolare, è riuscito a conquistare otto tornei del circuito challenger e tre tornei del circuito futures. Nel 2004 è stato convocato per la prima e unica volta nella squadra francese di Coppa Davis per l'incontro di primo turno del World Group contro la Croazia. Giocò il secondo singolare contro Ivan Ljubičić dal quale venne sconfitto con il punteggio di 5-7, 4-6, 4-6. Ciò nonostante la Francia riuscì a qualificarsi al turno successivo con il punteggio si 4-1. Il 23 settembre 2010, in seguito alla sconfitta con l'olandese Igor Sijsling nel primo turno dell'Open de Moselle 2010, si è ritirato dal tennis professionistico.

### Dopo il ritiro
Dopo aver collaborato con Nicolas Mahut e Kristina Mladenovic, dall'ottobre 2013 ha allenato, insieme a Nicolas Escudé, Jo-Wilfried Tsonga.
Dal 2021 allena Ugo Humbert e Lucas Pouille.

## Statistiche

### Tornei minori

#### Singolare

##### Singolare (11)
| Legenda         |
| Challengers (8) |
| Futures (3)     |

| N. | Data             | Torneo                                    | Superficie      | Avversario in finale     | Punteggio        |
| 1. | 30 luglio 2001   | France F14, Valescure                     | Cemento         | Julien Couly             | 6-4, 2-6, 6-2    |
| 2. | 9 dicembre 2002  | Spain F22, Ourense                        | Cemento (i)     | Roko Karanušić           | walkover         |
| 1. | 17 febbraio 2003 | Andrezieux Challenger, Andrezieux         | Cemento (i)     | Karol Beck               | 6-4, 6-2         |
| 2. | 14 luglio 2003   | Tali Open, Helsinki                       | Terra rossa (i) | Igor' Andreev            | 2-6, 6-1, 6-3    |
| 3. | 31 gennaio 2005  | Andrezieux Challenger, Andrezieux         | Cemento (i)     | Stan Wawrinka            | 6-1, 6-3         |
| 4. | 20 giugno 2005   | Reggio Emilia Challenger, Reggio Emilia   | Terra rossa     | Martín Vassallo Argüello | 6-3, 6-0         |
| 5. | 15 agosto 2005   | Bronx Tennis Classic, Bronx               | Cemento         | Brian Vahaly             | 6-2, 6-3         |
| 3. | 5 febbraio 2007  | France F3, Bressuire                      | Cemento         | Daniel Muñoz de la Nava  | 6-2, 7–6(5)      |
| 6. | 30 aprile 2007   | Roma Open, Roma                           | Terra rossa     | Victor Crivoi            | 6-3, 6-3         |
| 7. | 15 ottobre 2007  | Andrezieux Challenger, Andrezieux         | Cemento (i)     | José Acasuso             | 7–6(6), 2-6, 6-2 |
| 8. | 25 febbraio 2008 | Challenger Cherbourg-La Manche, Cherbourg | Cemento (i)     | Kristian Pless           | 7-5, 7–6(5)      |

#### Doppio

##### Vittorie (4)
| Legenda         |
| Challengers (2) |
| Futures (2)     |

| N. | Data            | Torneo                                      | Superficie      | Compagno               | Avversari in finale            | Punteggio         |
| 1. | 14 gennaio 2002 | France F2, Angers                           | Terra rossa (i) | Stéphane Huet          | Óscar Hernández Germán Puentes | 4-6, 7–6(2), 6-2  |
| 2. | 8 aprile 2002   | Greece F1, Syros                            | Cemento         | Florent Serra          | Karol Beck Michal Mertiňák     | 3-6, 6-4, 6-2     |
| 1. | 26 aprile 2004  | Aix-en-Provence Challenger, Aix-en-Provence | Terra rossa     | Jean-François Bachelot | Federico Browne Rogier Wassen  | 6-4, 5-7, 6-4     |
| 2. | 24 luglio 2006  | Tampere Open, Tampere                       | Terra rossa     | Édouard Roger-Vasselin | Lauri Kiiski Tero Vilen        | 5-7, 6-2, [12-10] |